# Ракитосу (Вранча)
Ракитосу (рум. Răchitosu) насеље је у Румунији у округу Вранча у општини Гароафа. Oпштина се налази на надморској висини од 49 m.

## Становништво
Према подацима из 2002. године у насељу је живело 416 становника, од којих су сви румунске националности.